# Échalou
Échalou – miejscowość i gmina we Francji, w regionie Normandia, w departamencie Orne.
Według danych na rok 1990 gminę zamieszkiwały 323 osoby, a gęstość zaludnienia wynosiła 58 osób/km² (wśród 1815 gmin Dolnej Normandii Échalou plasuje się na 574. miejscu pod względem liczby ludności, natomiast pod względem powierzchni na miejscu 835.).